# Plimpton 322

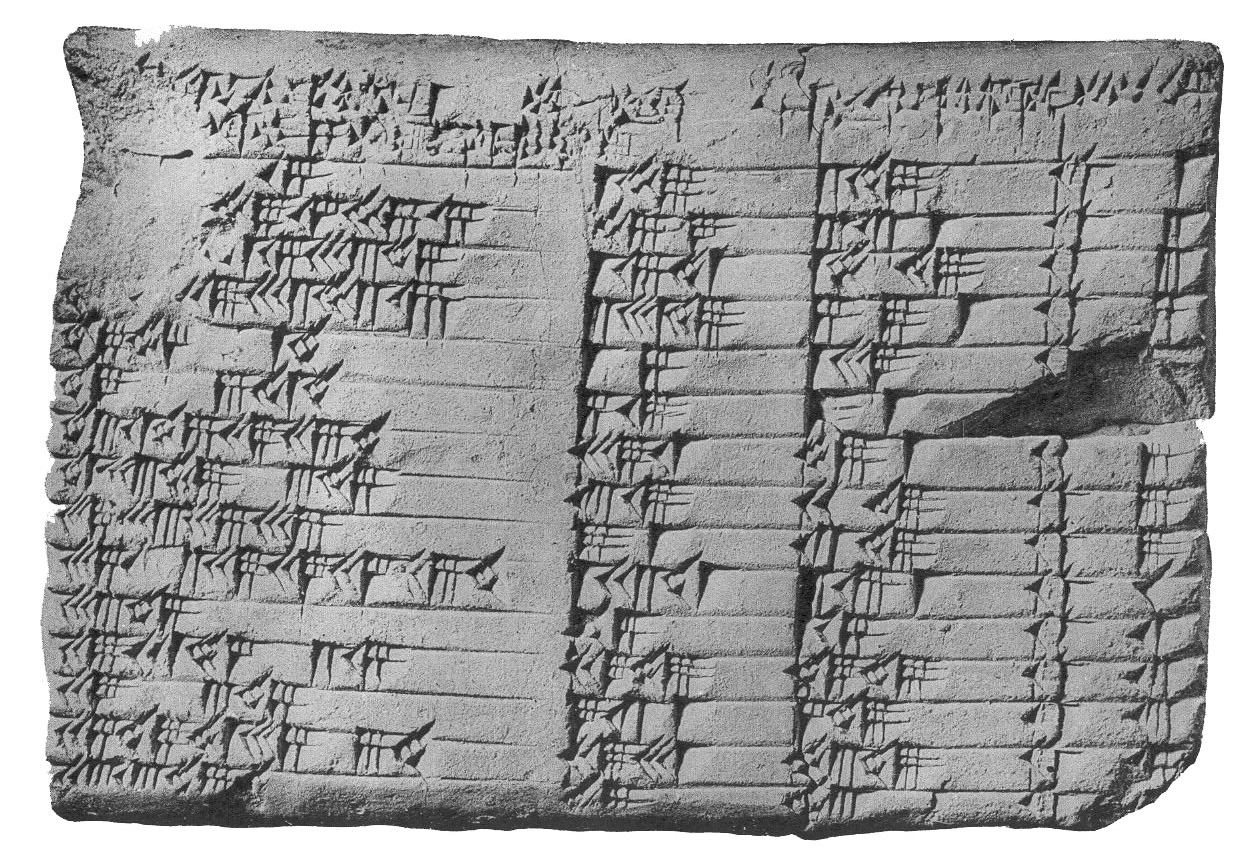
A placa

Plimpton 322 é uma tabela de argila em escrita cuneiforme com registros da matemática babilônica.
De aproximadamente meio milhão de tabelas de argilas babilônicas escavadas desde o início do século XIX, milhares são de natureza matemática. Provavelmente o mais famoso destes exemplos de matemática babilônica seja a tabela Plimpton 322, referindo-se ao fato de ter o número 322 na coleção G.A. Plimpton da Columbia University.  Esta tabela, que acredita-se ter sido escrita no século XVIII a.C., possui uma tabela de 4 colunas e 15 linhas de números em escrita cuneiforme do período. Pesquisadores de Sydney, em 2017, concluiram que as quatro colunas e as 15 fileiras de cuneiformes representam a tabela de trabalho trigonométrico mais antiga e mais precisa do mundo, uma ferramenta de trabalho que poderia ter sido usada na topografia e no cálculo de templos, palácios e pirâmides.
Embora a tabela tenha sido formalmente interpretada pelos principais matemáticos como uma lista de ternas pitagóricas, ainda existe uma perspectiva publicada pela Mathematical Association of America que diz que esta interpretação não é aceitável. Para tratamentos mais acessíveis desta tableta sugerem Robson (2002) ou, mais brevemente, Conway e Guy (1996). Robson (2001) discute de forma mais detalhada e técnica sobre a interpretação dos números desta tableta, com uma extensiva bibliografia.

## Origem
Plimpton 322 é uma tabela de argila parcialmente quebrada medindo cerca de 13 centímetros de largura, 9 centímetros de altura, e 2 centímetros de espessura.
O editor de nova-iorquino George A. Plimpton comprou a tableta a partir de um vendedor de arqueologia, Edgar J. Banks, provavelmente em 1922, e a doou com o resto de sua coleção para Columbia University, no meio da década de 1930. De acordo com os Banks, as tabletas vieram de Senkereh, um local ao sul do Iraque correspondente à antiga cidade de Larsa.
Acredita-se que tenha sido escrita por volta de 1800 a.C., baseado em parte no estilo de utilizado na escrita cuneiforme: Robson (2002) afirma que esta forma de escrita "é típica de documentos do sul do Iraque de 4000–3500 anos atrás". Mais especificamente baseando-se em similaridades de formato com outras tabletas de Larsa que possuem datas explícitas, Plimpton 322 pode ser datada entre o período  de 1822–1784 a.C.

## Os números
O conteúdo principal do Plimpton 322 é uma tabela de números, com quatro colunas e quinze linhas, em notação sexagesimal babilônica. A quarta coluna é apenas uma linha de números em ordem de 1 a 15. A segunda e terceira colunas são totalmente visíveis na tableta. No entanto, a ponta da primeira coluna foi quebrada, e há duas consistente extrapolações para o que poderia ser a falta dígitos; estas interpretações diferem apenas em saber se cada série começa ou não com um dígito adicional igual a 1. Com as diferentes extrapolações mostradas entre parênteses, esses números são os seguintes:
| (1:)59:00:15             | 1:59    | 2:49    | 1  |
| (1:)56:56:58:14:50:06:15 | 56:07   | 1:20:25 | 2  |
| (1:)55:07:41:15:33:45    | 1:16:41 | 1:50:49 | 3  |
| (1:)53:10:29:32:52:16    | 3:31:49 | 5:09:01 | 4  |
| (1:)48:54:01:40          | 1:05    | 1:37    | 5  |
| (1:)47:06:41:40          | 5:19    | 8:01    | 6  |
| (1:)43:11:56:28:26:40    | 38:11   | 59:01   | 7  |
| (1:)41:33:45:14:03:45    | 13:19   | 20:49   | 8  |
| (1:)38:33:36:36          | 8:01    | 12:49   | 9  |
| (1:)35:10:02:28:27:24:26 | 1:22:41 | 2:16:01 | 10 |
| (1:)33:45                | 45      | 1:15    | 11 |
| (1:)29:21:54:02:15       | 27:59   | 48:49   | 12 |
| (1:)27:00:03:45          | 2:41    | 4:49    | 13 |
| (1:)25:48:51:35:06:40    | 29:31   | 53:49   | 14 |
| (1:)23:13:46:40          | 56      | 1:46    | 15 |

É possível que colunas adicionais estivessem presentes na parte quebrada da tableta, à esquerda destas colunas. A conversão desses números de notação sexagesimal para decimal apresenta ambiguidades adicionais, pois a notação sexagesimal babilônica não especificava o valor posicional do primeiro dígito de cada número.

## Interpretação
Em cada linha, o número na segunda coluna pode ser interpretado como o lado mais curto s de um triângulo retângulo, e o número na terceira coluna pode ser interpretado como a hipotenusa d do triângulo. O número na primeira coluna ou é a fração  {\displaystyle {\tfrac {s^{2}}{l^{2}}}} ou {\displaystyle {\tfrac {d^{2}}{l^{2}}}}, onde l denota o lado mais comprido do mesmo triângulo. Os acadêmicos ainda diferem, entretanto, em como estes números foram gerados.